# 莽山角蟾

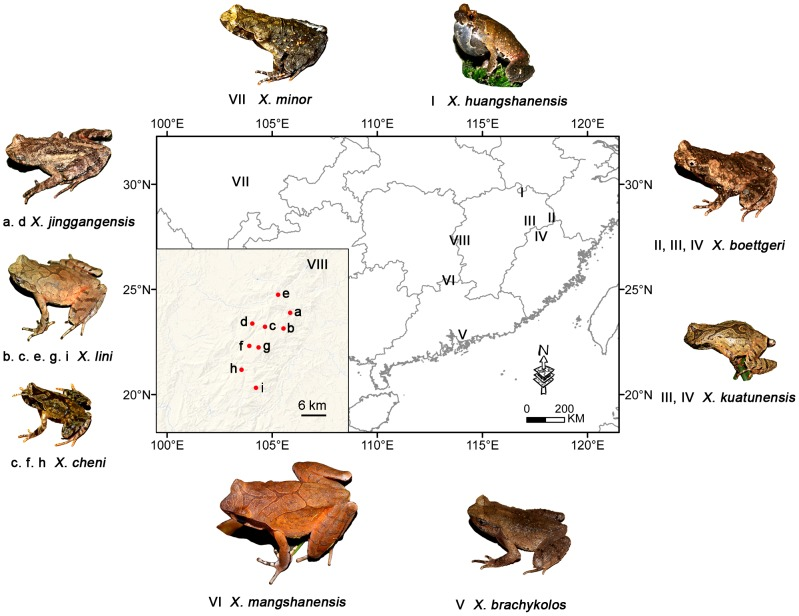
各種莽山角蟾的種類分布圖

莽山角蟾（学名：Xenophrys mangshanensis）也称莽山异角蟾，一种分布于中华人民共和国湖南省和广东省等地区的两栖动物，隶属于角蟾科异角蟾属。模式产地为湖南省宜章县莽山地区。其种加词“mangshanensis”意为“莽山的”。

## 形态特征
莽山角蟾体型较大。身体皮肤光滑，身体背部呈黄绿色，背部有边缘镶橘黄色细线纹的紫色“X”形斑纹；两眼间具有三角形褐色斑，中央为浅绿色；腹面紫黑色，咽喉部有小斑点。

## 保护
本种于2023年被收录入《有重要生态、科学、社会价值的陆生野生动物名录》。